# Dornoch Firth Bridge

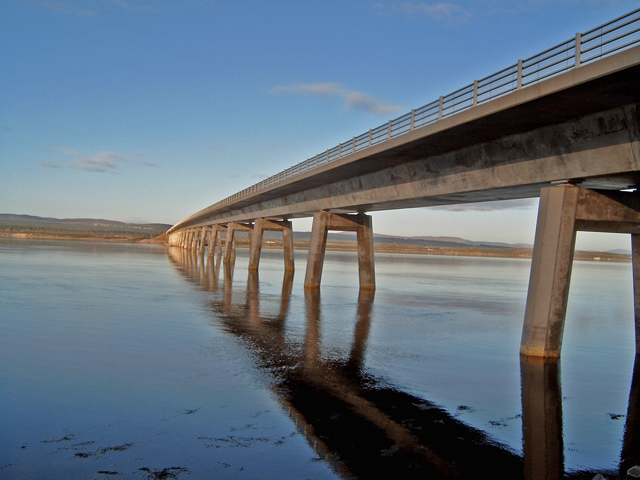
Dornoch Firth Bridge

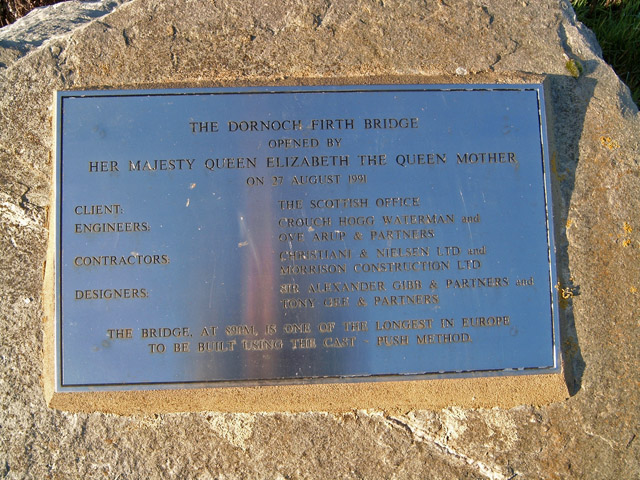
Gedenkplakette zur Eröffnung der Brücke

Die Dornoch Firth Bridge, auch Dornoch Bridge, ist eine Straßenbrücke über den schottischen Meeresarm Dornoch Firth. Sie überquert mit einer Länge von 892 m den Dornoch Firth etwa zwei Kilometer westlich von Tain in Nord-Süd-Richtung. Die Königinmutter eröffnete das 13,5 Mio £ teure Bauwerk im Jahre 1991.
Die Spannbetonbrücke wurde im Taktschiebeverfahren konstruiert. Dabei wurden 44 m lange Betonsegmente an der Südküste fertiggestellt und mittels hydraulischer Pressen an ihre letztendliche Position transportiert. Zum Zeitpunkt der Fertigstellung handelte es sich bei der Dornoch Firth Bridge um die längste Brücke, die in diesem Verfahren gebaut wurde. Auf der Brücke überquert mit der A9 die bedeutendste Fernverkehrsstraße der schottischen Highlands mit einer Spur je Fahrtrichtung den Dornoch Firth. Die Brücke verkürzte den zuvor über Bonar Bridge laufenden Weg nach Norden um rund 30 Kilometer.